# 湾岸習志野インターチェンジ
湾岸習志野インターチェンジ（わんがんならしのインターチェンジ）は、千葉県習志野市にある東関東自動車道のインターチェンジである。
上り線（市川・東京方面）は流入、下り線（成田・潮来方面）は流出のみ可能なハーフICである。千葉寄りの湾岸千葉ICとセットとなり、フルICとして機能する。本線料金所が併設されており、幕張メッセの最寄の出口である。
2005年（平成17年）1月31日まで国道357号の渋滞を緩和するため、ETC装着車を対象に東関道の割引実験が行われていた。

## 道路
- E51 東関東自動車道（3番）

## 歴史
- 1982年（昭和57年）4月27日 : 首都高速湾岸線接続部（現：高谷JCT） - 宮野木JCT間開通に伴い、供用開始。

## 料金所
- ブース数 : 8

### 入口
- ブース数 : 4
  - ETC専用 : 2
  - 一般 : 2

### 出口
- ブース数 : 4
  - ETC専用 : 2
  - 一般 : 2

## 接続する道路
- 国道357号（東京湾岸道路）

## 周辺
- 幕張メッセ
- 千葉マリンスタジアム
- イオンモール幕張新都心
- 千葉工業大学新習志野キャンパス
- JR京葉線 海浜幕張駅・幕張豊砂駅・新習志野駅

## 隣
E51 東関東自動車道
(2) 湾岸市川IC - (2-1) 谷津船橋IC - (3) 湾岸習志野IC - 習志野TB - 湾岸幕張PA - (4) 湾岸千葉IC

## 湾岸習志野インターETC料金割引社会実験

### 概要
東関東自動車道に並行する一般道である国道357号は、東京都と千葉県を結ぶ道路として昼夜・平日休日を問わず渋滞するという問題を抱えている。また湾岸習志野IC付近は京葉工業地域の一角であり多くの工場が並んでいるため、大型車の通行も多い。このため、国道357号では騒音に対する要請限度はおろか、環境基準をも越える騒音が発生している。
そこで、国道357号を通過する車を東関東道利用に転換させることで、渋滞の緩和を図ることを目的にした社会実験が行われた。効果の把握を簡便にするため、ETC利用車両のみの実験とされた。
- 期間 : 2004年11月1日 - 2005年1月31日
- 対象区間：東関東自動車道 湾岸市川IC - 湾岸習志野IC間
  - 湾岸習志野ICをETCを利用して通過した場合のみ適用
  - 首都高速道路連絡の場合にも適用
- 割引率 : 約50%

### 結果
国道357号社会実験協議会が発表した実験結果のとりまとめによれば、対象区間における国道357号の交通量はやや減少し東関東道への転換が見られたものの、騒音の低減に至るような結果は得られず、むしろ湾岸市川IC出口での渋滞が発生するなど、根本的な渋滞対策の必要性が顕在化した結果となった。
今回の実験は大都市部における利用路線の転換という試みである。しかし、
1. ETC利用車両限定の実験であること。（実験開始時のETC利用率は20%前後）
2. 割引対象区間がわずかであり、対象区間を通過する車両へのメリットを打ち出せなかったこと。
3. 湾岸習志野ICはハーフICであるため、利用しづらいこと。

など、周辺交通を劇的に変化させるには困難な要因が多かったことも事実である。